# Andreas Kertesz
Andreas Kertesz (22 de julio de 1969) es un deportista sueco que compitió en esgrima, especialista en la modalidad de espada. Ganó una medalla de bronce en el Campeonato Europeo de Esgrima de 1995, en la prueba individual.

## Palmarés internacional
| Campeonato Europeo | Campeonato Europeo  | Campeonato Europeo | Campeonato Europeo |
| Año                | Lugar               | Medalla            | Prueba             |
| ------------------ | ------------------- | ------------------ | ------------------ |
| 1995               | Keszthely (Hungría) | Medalla de bronce  | Espada individual  |